# Managua
Managua (španska izgovorjava: [maˈnaɣwa]) je glavno in največje mesto Nikaragve ter eno največjih mest v Srednji Ameriki. Mesto, ki je na obali Managovskega jezera, je imelo leta 2020 ocenjenih 1.055.247 prebivalcev in 1.401.687 prebivalcev v svojem metropolitanskem območju. Mesto služi tudi kot sedež departmaja Managua.
Managua, ustanovljena leta 1819, je leta 1852 postala prestolnica države. Mesto se je med letoma 1842 in 1930 hitro širilo in urbaniziralo, zaradi česar je postalo eno najbolj razvitih mest v Srednji Ameriki. Več potresov je vplivalo na rast mesta, zlasti potres leta 1931 in potres leta 1972, vendar je bilo mesto večkrat obnovljeno. Danes je mesto pomembno gospodarsko središče tako za državo kot za Srednjo Ameriko.

## Izvor imena
Obstajata dva možna izvora imena Managua. Morda izvira iz izraza Mana-ahuac, ki v jeziku nahuatl pomeni »ob vodi« ali mesto, »obdano z vodo«. Ali pa je morda prišlo iz jezika mangue, kjer naj bi beseda managua pomenila 'mesto velikega moža' ali 'poglavarja'. Prebivalci mesta se imenujejo managuasi, managüenses ali capitalinos.

## Zgodovina

### Izvori
Nikaragva je bila poseljena s Paleoameričani že leta 12.000 pred našim štetjem. Starodavni odtisi stopal Acahualince so 2100 let stari fosili, odkriti ob obali Managovskega jezera. Drugi arheološki dokazi, predvsem v obliki keramike in kipov iz vulkanskega kamna, kot so tisti, najdeni na otoku Zapatera, in petroglifi, najdeni na otoku Ometepe, prispevajo k vedno večjemu poznavanju starodavne zgodovine Nikaragve.

### Zgodnja zgodovina
Mesto, ki je bilo ustanovljeno kot predkolumbovsko ribiško mesto, je bilo ustanovljeno leta 1819 in dobilo ime Leal Villa de Santiago de Managua. Prizadevanja, da bi Managua postala glavno mesto Nikaragve, so se začela leta 1824, potem ko so srednjeameriški narodi uradno dosegli svojo neodvisnost od Španije. Nikaragva je postala neodvisna država leta 1838. Lokacija Managve med rivalskima mestoma León in Granada je pomenila logičen kompromis. Zato je bila leta 1852 Managua uradno izbrana za glavno mesto države.
Med letoma 1852 in 1930 je Managua doživela obsežno urbanizacijo in postala baza upravljanja, infrastrukture in storitev. Mesto so ovirale velike poplave v letih 1876 in 1885. Katastrofalen potres leta 1931 in velik požar leta 1936 sta uničila velik del mesta. Pod vladavino Anastasia Somoze Garcíe in njegove družine (1936–1979) je bilo mesto obnovljeno in je začelo hitro rasti. Zgrajene so bile nove vladne stavbe, razvila se je industrija in ustanovile so se univerze. Razvoj mesta je pritegnil pozornost Irvinga Fieldsa in Alberta Gamseja, ki sta skomponirala glasbeno delo o mestu, ki je postalo priljubljeno v 1940-ih z nastopi Freddyja Martina, Guya Lombarda in Kay Kyser. Managua je postala najbolj razvito mesto Srednje Amerike. Današnje reference razlikujejo Managuo pred sedemdesetimi leti tako, da jo označujejo kot La Antigua Ciudad, kar  pomeni »starodavno mesto« ali »staro mesto«.

### 20. stoletje
Napredek Manague se je nenadoma ustavil po drugem močnem potresu 23. decembra 1972, ki je uničil 90 % mestnega središča in ubil več kot 19.120 ljudi. Infrastruktura je bila resno poškodovana in sanacija ali obnova stavb je bila skoraj nemogoča, zato je bilo treba takrat omejena sredstva Manague usmeriti v druge namene pomoči ob nesrečah. Tudi zmožnost Manague, da se spopade s katastrofo, je bila omejena. Preživele gasilske eskadrilje in reševalna podjetja niso bila sposobna obvladati skokovitega povpraševanja po njihovih storitvah. Nekatere stavbe so pogorele do tal, pri drugih so preprosto popustili temelji. Ker ni bilo mogoče hitro obnoviti, je mesto ukazalo reševalnim delavcem, naj hitro odstranijo velik del mestnih ruševin, medtem ko pokojnike pokopljejo v množične grobove. Porušene so bile rezidence, vladne stavbe in celotne avenije. Žrtve potresa so pobegnile iz mestnega središča in zatočišče našle na obrobju mesta. Še več, korupcija znotraj Somozovega režima, ki je dodelil del sredstev za pomoč, je ovirala obnovo mestnega središča, ki ostaja nekoliko izolirano od ostale prestolnice.
Nikaragovska revolucija leta 1979, ki je strmoglavila režim Somoze, in 11-letna vojna nasprotnikov v 1980-ih sta dodatno opustošila mesto in njegovo gospodarstvo. Da bi bile stvari še hujše, je vrsta naravnih nesreč, vključno z orkanom Mitch leta 1998, otežila okrevanje gospodarstva. Nacionalna opozicijska zveza je po zmagi na predsedniških volitvah leta 1990 resno začela obnovo Manague. Več kot 300.000 Nikaragovcev se je vrnilo iz tujine s svojim strokovnim znanjem in potrebnim kapitalom. Podjetja so rasla kot dež, zgrajeni so bili novi stanovanjski projekti in šole, letališče je bilo razširjeno in posodobljeno, ulice so bile razširjene, starejša nakupovalna središča so bila popravljena in zgrajena nova, zgradbe pa očiščene.

### 21. stoletje
Leta 2006, potem ko je Sandinistična narodnoosvobodilna fronta ponovno prišla na oblast, so bili programi za opismenjevanje, zdravje in obnovo razširjeni.
Nove vladne stavbe, galerije, muzeji, stanovanjske stavbe, trgi, sprehajališča, spomeniki, izleti s čolni po Managovskem jezeru, restavracije, nočna zabava in široke avenije so obudili del nekdanje vitalnosti mestnega jedra Manague. Komercialna dejavnost pa ostaja nizka. Stanovanjske in poslovne stavbe so bile zgrajene na obrobju mesta, na istih območjih, ki so bila nekoč uporabljena kot pribežališča za tiste, ki so po potresu ostali brez domov. Ti cvetoči kraji skrbijo vlado zaradi njihove neposredne bližine Managovskega jezera.
Gradnja novega kanalizacijskega sistema in preusmeritev odpadne vode v novo čistilno napravo v Las Mercedes v vzhodni Managui maja 2009 sta razbremenila stare pomisleke glede onesnaženosti vode in avtohtonih prostoživečih živali ter nekatere prebivalce približala staremu mestnemu jedru in preostali del celine.

## Geografija
Managua je na južni obali Managovskega jezera, znanega tudi kot jezero Xolotlán. Managovsko jezero vsebuje iste vrste rib kot večje Nikaragovsko jezero v jugovzhodni Nikaragvi, razen sladkovodnih morskih psov, ki jih najdemo izključno v slednjem. Jezero, ki je bilo nekoč slikovita znamenitost Managuana, je od leta 1927 onesnaženo zaradi odlaganja kemikalij in odpadne vode. Nov kanalizacijski sistem in preusmeritev odpadne vode v novo čistilno napravo za odpadno vodo v Las Mercedesu, ki jo je financirala nemška vlada za dekontaminacijo jezero naj bi bilo največje v Srednji Ameriki in je bilo slovesno odprto leta 2009.
Ta dela napredka so razbremenila stare pomisleke glede onesnaženosti vode in ogroženost avtohtonih divjih živali so nekatere prebivalce približala staremu mestnemu jedru in preostali celini.
Območje mesta Managua se razprostira na približno 544 kvadratnih kilometrih, v bistvu južno od južne obale Managovskega jezera. Obala jezera je na nadmorski višini 55 metrov, mesto pa se vzpenja proti jugu proti Sierras de Managua, kjer je več kot 700 metrov nad morsko gladino.
Geološko gledano mesto leži na prelomnicah, zato seizmologi napovedujejo, da bo Managua vsakih 50 let ali manj doživela močan potres.
Managua ima štiri manjša kraterska jezera ali lagune znotraj meja mesta. Najbolj osrednje mesto je laguna Tiscapa v naravnem rezervatu Laguna Tiscapa (špansko (špansko: Reserva Natural Laguna de Tiscapa)), zavarovana 31. oktobra 1991. Laguna je vulkanskega izvora, ki je nastala pred več kot 10.000 leti, velika  0.13 km².

### Rastlinstvo
Managua se zaradi svojega tropskega podnebja, raznolike topografije, bogate rodovitne prsti ter obilnih virov dežja in vode ponaša z veliko raznolikostjo rastlinstva. Pojavijo se številne različne vrste dreves, od katerih nekaterih ni drugje po svetu, vključno s chilamates, ceibos, pochotes, genízaros, tigüilotes, kraljevske palme, piñuelas in madroños (nacionalno drevo Nikaragve), ki obkrožajo mesto. V deževnem obdobju (od maja do novembra) Managua postane bujno mesto zaradi številnih palm, grmovja in drugih rastlin ter dreves, ki prevladujejo nad podobo mesta.

### Podnebje
Managva ima, tako kot večina zahodne Nikaragve, razen Sierras, tropsko podnebje s stalnimi temperaturami v povprečju med 28 in 32 °C. Po Köppnovi podnebni klasifikaciji ima mesto tropsko mokro in suho podnebje (Aw). Mesto večino leta preživi v močni vročini in močnem soncu. Temperatura se giblje od 22,2 °C ponoči do 30 °C podnevi. Temperature so najvišje v marcu, aprilu in maju, ko sonce leži neposredno nad glavo in se poletne padavine šele začnejo. Kot smo že omenili, ima Managua samo dva letna časa, suhega in deževnega. Deževno obdobje se pojavi med sredino maja in sredino novembra, sušno obdobje pa med sredino novembra in sredino ali koncem maja. V sušnem obdobju postane podeželje dolgočasno in celo prašno.

## Gospodarstvo
Managua je gospodarsko središče in generator storitev za večino naroda. V mestu z več kot milijonom prebivalcev so številna velika domača in mednarodna podjetja. Je dom številnih tovarn, ki proizvajajo različne izdelke. Večnacionalna podjetja, kot so Wal-Mart, Telefonica, Union Fenosa in Parmalat, imajo pisarne in dejavnosti v Managui. Glavni proizvodi mesta vključujejo pivo, kavo, farmacevtske izdelke, tekstil, čevlje, vžigalice, gradbene izdelke itd. Glavni trgovski proizvodi so govedina, kava, bombaž in drugi pridelki. Managua je tudi glavno politično, socialno, kulturno, izobraževalno in gospodarsko središče Nikaragve. Hkrati mesto oskrbuje mednarodno letališče Augusto C. Sandino, glavni mednarodni prehod v državi, regionalno letališče Los Brasiles in vojaško letalsko oporišče Punta Huete, ki sta bila nedavno obnovljena.
Managua je tudi dom vseh večjih bank v državi, Banco de la Producción (BANPRO), BAC Credomatic, Banco de Finanzas (BDF), Banco de Crédito Centroamericano (Bancentro) in njene matične družbe Lafise Group. Več novih hotelov, vključno s Crowne Plaza, Best Western, InterContinental, Holiday Inn in Hilton, ima trenutno objekte v Managui. Managua je poleg številnih hotelov odprla štiri nakupovalne centre ali nakupovalna središča v zahodnem slogu, kot so Plaza Inter, Centro Comercial Metrocentro, Galerias Santo Domingo in Multicentro Las Americas, gradijo pa jih še veliko več.
Obstaja velik uveljavljen sistem lokalnega trga, ki skrbi za večino prebivalcev Nikaragve. V Mercado Roberto Huembes, Mercado Oriental, Mercado Israel Lewites in na drugih lokacijah lahko najdete vse od gospodinjskih pripomočkov, hrane, oblačil, elektronike, gradbenega materiala in drugega pogodbenega blaga. Tržnice uživajo precejšnjo priljubljenost, saj jih veliko turistov, ki se osredotočajo na ekoturizem, in turistov z omejenim proračunom, uporablja za svoje zaloge in spominke.

## Muzeji in kulturne ustanove
Narodna knjižnica hrani veliko količino knjig in ponuja obilico bibliografskih informacij o odkritju in neodvisnosti Nikaragve. Narodna palača kulture ima razstavo nikaragovske umetnosti iz časa pred njeno osamosvojitvijo. Znotraj Narodne palače kulture je Narodni muzej, ki vsebuje arheološke najdbe z nekaj primeri predkolumbovske keramike, kipov in drugih najdb.
Managua je dom številnih umetniških galerij, ki prikazujejo dela domačih in mednarodnih umetnikov.
Tu so številni muzeji. Med nekaterimi umetnostnimi muzeji sta muzej Julia Cortázarja in Archivo Fílmico de la Cinemateca Nacional. Naravoslovni muzeji vključujejo Museo del Departamento de Malacología UCA, Museo Gemológico de la Concha y el Caracol in Museo Paleontológico "El Hato". Muzej Santo Domingo de Guzmán je antropološki muzej. Zgodovinski muzeji so Museo de la Revolución, Museo Casa Hacienda San Jacinto in Museo Parque Loma de Tiscapa.
Knjižnica doktorja Roberta Incerja Barquera je namenjena promociji nikaragovske kulture. Knjižnica ima 67.000 knjig, brezplačen internet, časopisni arhiv in ekonomske informacije Centralne banke. Knjižnica ima v isti stavbi tudi galerijo, kjer so razstavljene pomembne nikaragovske slike in dela novih obetavnih umetnikov. V numizmatični dvorani je stalna razstava nikaragovskih kovancev, bankovcev in spominskih medalj iz celotne zgodovine Nikaragve.
Kulturni centri v Managui so Centro Cultural Nicaragüense Norteamericano (CCNN) (nikaragovsko-severnoameriški kulturni center), Centro Cultural Chino Nicaragüense (kitajski nikaragovski kulturni center), Alliance Française de Managua Arhivirano 2007-10-08 pri Wayback Machine (Francosko zavezništvo Manague), med drugim.

### Znamenitosti

#### Narodna palača kulture
Narodna palača je ena najstarejših stavb v Managui, ki jo potres leta 1972 ni poškodoval. Leta 1935 jo je naročil predsednik Juan Bautista Sacasa, zgradil pa jo je arhitekt Pablo Dambach, ki je zgradil tudi stolnico svetega Jakoba. Več kot 50 let je Narodna palača gostila kongres. Danes so v njem Narodni arhiv, Narodna knjižnica in Narodni muzej, ki je odprt za javnost. V muzeju so predkolumbovske slike, kipi, keramika itd. Del razstave sta tudi Dvorana nacionalne zgodovine in Dvorana nacionalnih simbolov.

#### Narodno gledališče Rubén Darío
Narodno gledališče Rubén Darío je najpomembnejše gledališče v Nikaragvi in eno najsodobnejših gledališč v Srednji Ameriki. Tako nacionalni kot mednarodni umetniki predstavljajo predstave, koncerte, razstave in kulturne prireditve, kot je El Güegüense med mnogimi drugimi. Narodno gledališče je ena redkih stavb, ki je preživela potres leta 1972, ki je uničil 90 % Manague.

#### Plaza de la Revolución
Plaza de la Revolución (Trg revolucije), prej znan kot Plaza de la República (Trg republike), je dom zgodovinskega središča Manague, ki je na obali Managovskega jezera. Trg je bil delno prezidan in številne stare stavbe so bile prenovljene. Nekatere pomembnejše stavbe, ki so uspele preživeti potres v Nikaragvi leta 1972, so Catedral de Santiago (stolnica sv. Jakoba, pogovorno znana kot Stara stolnica), Narodno gledališče Rubén Darío in Narodna palača kulture.
Znotraj Trga revolucije je Parque Central (Osrednji park), ki vsebuje številne zgodovinske spomenike, nekatere posvečene narodnim junakom in pesnikom. Nekateri od njih so osrednji paviljon Art Deco, okronan z pobeljeno golo muzo, ki ima izjemno akustiko. Tu je tudi doprsni kip profesorice Josefe Toledo de Aguerri, ki je bila vzgojiteljica, dobrodelnica, pisateljica, družbena aktivistka in ena prvih feministk v Ameriki. Tudi grob Carlosa Fonsece, ustanovitelja FSLN, ki ga varuje večni ogenj. Nasproti Centralnega parka je na severni strani park in spomenik Rubén Darío, posvečen največjemu pesniku Nikaragve in eni najvplivnejših literatov špansko govorečega sveta. Gre za neoklasični spomenik, sestavljen iz okroglega podstavka, na vrhu katerega je ograja, ki obdaja vodnjak, v katerem je gondola, polna pojočih kerubinov, v središču pa je steber, na vrhu katerega je kip Daría, oblečenega v rimsko tuniko, zaščiteno z angel. Daríov spomenik, zgrajen iz carrarskega marmorja, je eden največjih v državi. Obstaja tudi park, posvečen gvatemalskemu pisatelju Miguelu Angelu Asturiji. Drugi spomeniki soo spomenik El Guerrillero sin Nombre (Brezimni gverilski vojak) in Monumento à la Paz (Spomenik za mir).

#### Muzej Acahualinca
Managua je tudi dom Museo Sitio Huellas de Acahualinca (Muzej Acahualinca), kjer so starodavni odtisi stopal Acahualince, fosilizirani paleoameriški odtisi stopal izpred 2100 let, vgravirani v vulkanski pepel. Muzej je v zahodni Managui v soseski Acahualinca. Poleg odtisov stopal muzej prikazuje tudi artefakte, najdene v drugih krajih po državi. Artefakti, kot so odtisi mamutovih stopal, predkolumbovsko orodje, lobanja iz León Vieja in majhna zbirka keramike, med drugimi arheološkimi predmeti.

## Zabava

### Šport
Najbolj priljubljen šport v državi in tudi v prestolnici je bejzbol, sledita pa mu nogomet in boks. 
V samem mestu sta tudi dve igrišči za golf, bolj znano izmed njiju je Nejapa Golf & Country Club.

## Prevoz

### Železnica
V Managui (ali drugje po Nikaragvi) ni delujočih železnic. Med 80. leti 20. stoletja so državne železnice razpadle. Chamorrova vlada je nato prekinila obratovanje vlakov in vagone ter tirovje prodala za staro železo. 
Načrtovan železniški sistem FERISTSA bi (v primeru realizacije) najverjetneje vključeval proge v bližini prestolnice, kar bi pomenilo, da bi Nikaragva dobila svojo prvo mednarodno železniško povezavo. 

## Pobratena mesta
Managua je pobratena z mesti :
- Amman,  Jordanija
- Amsterdam,  Nizozemska
- Bogotá,  Kolumbija
- Caracas,  Venezuela
- Curitiba,  Brazilija
- Ciudad de Guatemala,  Gvatemala
- Madison, Wisconsin,  ZDA
- Madrid,  Španija [28]
- Manchester,  Združeno kraljestvo
- Miami,  ZDA
- Montélimar,  Francija
- Montreal,  Kanada
- Panama (mesto),  Panama
- Quito,  Ekvador
- Rans,  Francija
- Rio de Janeiro,  Brazilija
- San José,  Kostarika
- Tegucigalpa,  Honduras
- San Salvador,  Salvador
- Santiago de Chile,  Čile
- Tajpej,  Republika Kitajska
- La Paz,  Bolivija